# Lípa svobody
Lípa svobody nebo též lípa republiky je velmi časté označení památných, pamětních a významných stromů, z nich byla většina vysazena během 20. století. Především pak k příležitosti založení Československé republiky (tyto stromy pocházejí obvykle z roku 1919), k 50. jubileu (vysazeny kolem roku 1968) nebo při oslavách osvobození na konci druhé světové války.
Výročí sta let od vzniku republiky připomínají projekty Lípy republiky 1918–2018 a Stromy svobody 1918–2018, který organizuje Nadace Partnerství s podporou společnosti Post Bellum, Českou radou dětí a mládeže, Fórem dárců, Agenturou ochrany přírody a krajiny, společností Arboeko a dalšími. Cílem projektů je zmapovat tyto lípy po celém území České republiky, potřebné nechat ošetřit a ke stému výročí vysadit nové.

## Seznam lip svobody (lip republiky)
Seznam není kompletní.
| Umístění                  | Obrázek                       | Okres               | Druh            | Výsadba                 | Galerie                                                  | Popis |
| ------------------------- | ----------------------------- | ------------------- | --------------- | ----------------------- | -------------------------------------------------------- | --- |
| Borovany                  |                               | České Budějovice    |                 | 21. dubna 1919          |                                                          | Žižkovo náměstí |
| Brněnské Ivanovice        |                               | Brno-město          |                 | 28. října 1945          |                                                          | v malém parčíku vymezeném ulicemi Glocova – Tuřanská – Zezulova |
| Brťov-Jeneč               |                               | Blansko             |                 | 1. květen 1919          |                                                          | u hasičské zbrojnice |
| Bubeneč                   |                               | Praha               |                 |                         |                                                          | Krupkovo náměstí |
| Cerhovice                 |                               | Beroun              |                 |                         |                                                          | |
| Čejov                     |                               | Pelhřimov           |                 | 5. květen 1919          |                                                          | |
| Česká Lípa                |                               | Česká Lípa          |                 | 1947                    |                                                          | vysazena při oslavách osvobození (podle kamene pod lipou r. 1945) |
| České Budějovice          |                               | České Budějovice    |                 | 1919–1920               |                                                          | před Mariánskými kasárnami |
| Domažlice                 |                               | Domažlice           |                 | 13. duben 1919          |                                                          | vysazena v horní části náměstí, zanikla vlivem automobilové dopravy |
| Domažlice                 |                               | Domažlice           |                 | 13. dubna 2006          |                                                          | nahradila lípu původní |
| Doudleby nad Orlicí       |                               | Rychnov nad Kněžnou |                 | 13. duben 1919          |                                                          | |
| Drozdov                   |                               | Beroun              |                 | 1. květen 1919          |                                                          | Lípa svobody vysazena blízko Pomníku padlým |
| Drozdov                   |                               | Beroun              |                 | 6. březen 1921          |                                                          | Masarykova lípa vysazena blízko Pomníku padlým |
| Dubá                      |                               | Česká Lípa          |                 | 2018                    |                                                          | vysazena ke 100. výročí vzniku Československa 28. 10. 2018 |
| Dubany                    |                               | Pardubice           |                 | 1918                    |                                                          | |
| Holenice                  |                               | Semily              |                 | 1919                    |                                                          | |
| Kamenice nad Lipou        |                               | Jindřichův Hradec   | lípa velkolistá | 1919                    |                                                          | Podrobnější informace naleznete v článku Lípa svobody (Kamenice nad Lipou) . |
| Janské Lázně              |                               | Trutnov             |                 | 28. říjen 2018          |                                                          | u Stezky korunami stromů |
| Jehnice                   |                               | Brno-město          |                 | duben 1919              |                                                          | nám. 3. května; jednu nebo dvě lípy zasadili členové TJ Sokol-Jehnice a dali podnět ke zbudování pomníku obětem první světové války, pokáceno 1937 při úpravách pomníku |
| Jeseník                   |                               | Jeseník             |                 | 17. listopad 1989       |                                                          | na kraji města |
| Jindřichov                |                               | Žďár nad Sázavou    |                 | 1920                    |                                                          | na kraji vsi |
| Kostelec nad Orlicí       |                               | Rychnov nad Kněžnou |                 | 17. listopad 2019       |                                                          | na Palackého náměstí u budovy ZUŠ |
| Královo Pole              |                               | Brno-město          |                 | 6. říjen 1918           |                                                          | původně zvaná Husova lípa, v neděli v 10 hodin dopoledne (za velké účasti občanstva, městské rady, zástupců 47 spolků a okolních sokolských jednot) Sokol Královo Pole vysadil v městském parku Husovu lípu a odevzdal ji do ochrany obce, zasazen pamětní kámen, opatřeno železným plůtkem, při rekonstrukci r. 2006 kámen ztracen, nahrazen smírčím kamenem s maltézským křížem, ten po protestech občanů nahradila replika původního pamětního kamene |
| Krč                       |                               | Praha               |                 | 1918                    |                                                          | Podrobnější informace naleznete v článku Lípa svobody (Krč) . |
| Kyjovice                  |                               | Opava               |                 | 11. květen 1919         |                                                          | zanikla 4. červen 2010 v 15:20 |
| Letohrad                  |                               | Ústí nad Orlicí     |                 | 13. duben 1919          |                                                          | |
| Libínské Sedlo            |                               | Prachatice          |                 | 1968                    |                                                          | |
| Loucká                    |                               | Kladno              |                 |                         |                                                          | |
| Miličín                   |                               | Benešov             |                 | 4. květen 1919          |                                                          | |
| Milín                     |                               | Příbram             |                 | 13. duben 1919          |                                                          | |
| Mladeč                    |                               | Olomouc             |                 | 1919                    |                                                          | |
| Moravské Knínice          |                               | Brno-venkov         |                 |                         |                                                          | |
| Nedvědice pod Pernštejnem |                               | Brno-venkov         |                 | 28. říjen 1918          |                                                          | vyhlášena jako památný strom roku 1996 |
| Náchod                    |                               | Náchod              |                 | 13. duben 1919 v 15:30  |                                                          | vyhlášena jako památný strom roku 1996 |
| Ohrobec                   |                               | Praha-západ         |                 | 5. duben 1919           |                                                          | 4 lípy |
| Opatovice I               |                               | Kutná Hora          |                 | 1991                    |                                                          | |
| Pavlice                   |                               | Znojmo              |                 | 1. květen 1919          |                                                          | |
| Petřvald                  |                               | Karviná             |                 | 5. květen 1946          |                                                          | |
| Přední Kopanina           |                               | Praha               |                 |                         |                                                          | Podrobnější informace naleznete v článku Lípa svobody (Přední Kopanina) . |
| Ročov                     |                               | Louny               |                 | 1938                    |                                                          | |
| Ronov nad Doubravou       |                               | Chrudim             |                 | 1. květen 1919          |                                                          | poražena 14. října 1940 na příkaz nacistů |
| Řečkovice                 |                               | Brno-město          |                 | 30. květen 2010         |                                                          | vysazena při oslavách 110 let Sokola v Brně-Řečkovicích, vysazena starostou Brno-Řečkovice a Mokrá Hora PaedDr. Ladislavem Filipim, starostou TJ Sokol Řečkovice Ing. Jiří Růžičkou, Mgr. Ľudovítem Kováčem, farářem Církve československé husitské a P. Jackem Kruczikem, farářem Církve římskokatolické, farnosti sv. Vavřince v Řečkovicích |
| Řečkovice                 |                               | Brno-město          |                 | 28. říjen 1932          |                                                          | vysazena školními dětmi v sadě u kostela, v den 14. výročí vyhlášení ČSR, již neexistuje |
| Seč                       |                               | Chrudim             |                 | 4. květen 1919          | Kategorie „Lípa svobody 1919 (Seč)“ na Wikimedia Commons | na náměstí prof. Č. Strouhala, u kostela, vysazena na památku vyhlášení samostatnosti Československa |
| Slatina                   |                               | Brno-město          |                 | 1968                    |                                                          | Přemyslovo náměstí, park |
| Staré Město               |                               | Uherské Hradiště    |                 | 13. duben 1919 ve 13:30 |                                                          | také zvána jako Česká lípa svobody, vysazena před radnicí, uschla asi roku 1923 |
| Staré Město               |                               | Uherské Hradiště    |                 | podzim 1923             |                                                          | vysazena před sokolovnou, odstraněna v 50. letech 20. století při rozšiřování silnice |
| Staré Město               |                               | Uherské Hradiště    |                 | 1968                    |                                                          | vysazena u Památníku Velké Moravy, živá, ale územní plán města počítá s pokácením |
| Staré Město               |                               | Uherské Hradiště    |                 | 1996                    |                                                          | vysazena u domu s pečovatelskou službou k příležitosti 80 let založení Československa |
| Střelské Hoštice          |                               | Strakonice          |                 | 9. květen 1946          |                                                          | |
| Suchdol                   |                               | Praha               |                 |                         |                                                          | Suchdolská 360/61, před budovou základní školy Mikoláše Alše, pasována 28. října 2014 u příležitosti 96. výročí vzniku Československa společně s Vrbou zapomenutou. |
| Sušice                    |                               | Klatovy             |                 |                         |                                                          | Před radnicí |
| Turnov                    |                               | Semily              | lípa malolistá  | 11. květen 1919         |                                                          | U Střední uměleckoprůmyslové školy Skálova ulice |
| Týn nad Vltavou           |                               | České Budějovice    |                 | 1918                    |                                                          | na Vinařického náměstí |
| Týn nad Vltavou           |                               | České Budějovice    |                 | 1968                    |                                                          | na nábřeží, na pravém břehu Vltavy, poblíž železného mostu |
| Uhry                      |                               | Havlíčkův Brod      |                 | 1. květen 1919          |                                                          | u cesty na sever z Uher |
| Újezd nad Lesy            |                               | Praha               |                 | podzim 1919             |                                                          | Podrobnější informace naleznete v článku Lípa svobody (Újezd nad Lesy) . |
| Újezd nad Lesy            |                               | Praha               |                 | 1968                    |                                                          | Ježkův park |
| Valteřice                 | Lípa republiky ve Valteřicích | Semily              | lípa obecná     | 28. října 1928          |                                                          | Vysazena na počest 10. výročí vzniku samostatného československého státu, na břehu potoka Sovinka v centrální části obce. Podrobnější informace naleznete v článku Lípa republiky ve Valteřicích. |
| Velká Bíteš               |                               | Žďár nad Sázavou    | lípa malolistá  | 21. duben 1919          |                                                          | Podrobnější informace naleznete v článku Lípa svobody (Velká Bíteš) . |
| Velká Bíteš               |                               | Žďár nad Sázavou    |                 | 27. října 1968          |                                                          | u pomníku svatého Jana Nepomuckého |
| Vícov                     |                               | Prostějov           |                 | 1. květen 1919          |                                                          | pomník s nápisem „SOKOL 1919 1945“ |
| Vilémovice                |                               | Havlíčkův Brod      |                 | 1990                    |                                                          | |
| Vsetín                    |                               | Vsetín              |                 | 25. květen 1919         |                                                          | |
| Zábřeh - Skalička         |                               |                     | Šumperk         | 1. květen 1919          |                                                          | V pátek 16. května 1919 přinesl týdeník Moravský Sever zprávu tohoto znění: „Skalička. V den národního svátku práce odpoledne 1. května zasadili jsme i u nás »lípu svobody«. Slavnosti zúčastnila se celá obec: místní Odbor N.J., hasičský sbor, politická organizace sociálně demokratická se svým praporem a četně hostí z okolí. Průvod, zahájený dlouhou řadou školních dětí, prošel za zvuků hudby dědinou a zabočil na připravené místo před školou, kde lípa zasazena. O významu slavnosti promluvil místní učitel. Žáci přednesli případné básně a pěkně dvojhlasně zazpívali. Tvůrcům naší samostatnosti, presidentu Masarykovi a našim hrdinným legionářům, provoláno hřímavé »Na zdar«. V povznesené náladě rozcházeli se účastníci. Jistě zůstane jim několik těch pěkných chvilek dlouho v paměti“. |
| Žihobce                   |                               | Klatovy             |                 |                         |                                                          | před zámkem |